# Josepmir Ballón
Josepmir Aarón Ballón Villacorta (Lima, 1988. március 21. –) perui labdarúgó, a Sporting Cristal középpályása.